# ایستگاه راه‌آهن ایزله دی تراسکورا
ایستگاه راه‌آهن ایزله دی تراسکورا (ایتالیایی: Stazione di Iselle di Trasquera) یک ایستگاه راه‌آهن در کشور ایتالیا است.
این ایستگاه که در سال ۱۹۰۶ میلادی تأسیس شده در کومونه تراسکورا در نزدیکی مرز سوئیس قرار دارد و راه‌آهن آن توسط تونل سیمپلون به راه‌آهن سوئیس متصل می‌شود.

## نگارخانه

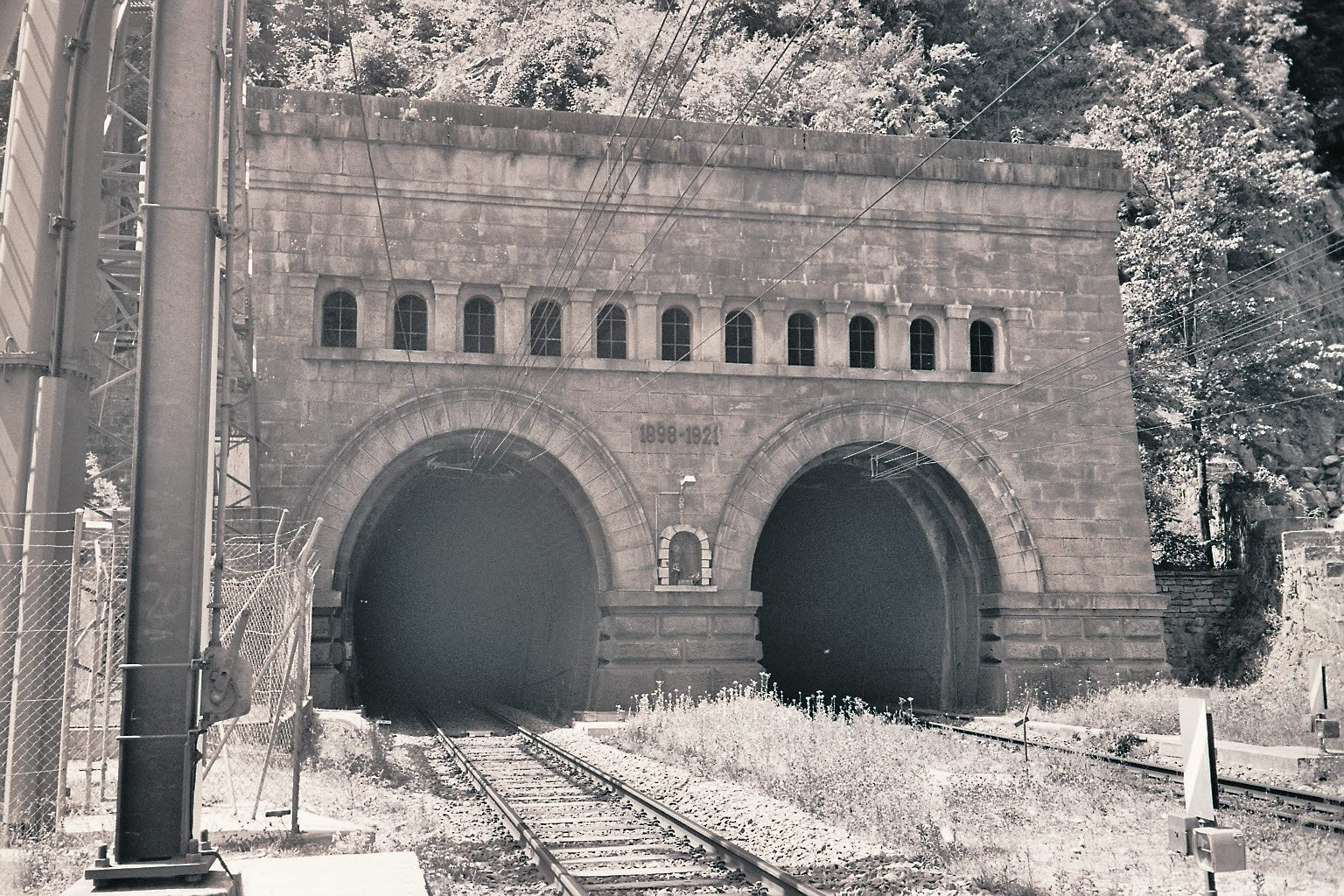
بخش جنوبی تونل سیمپلون
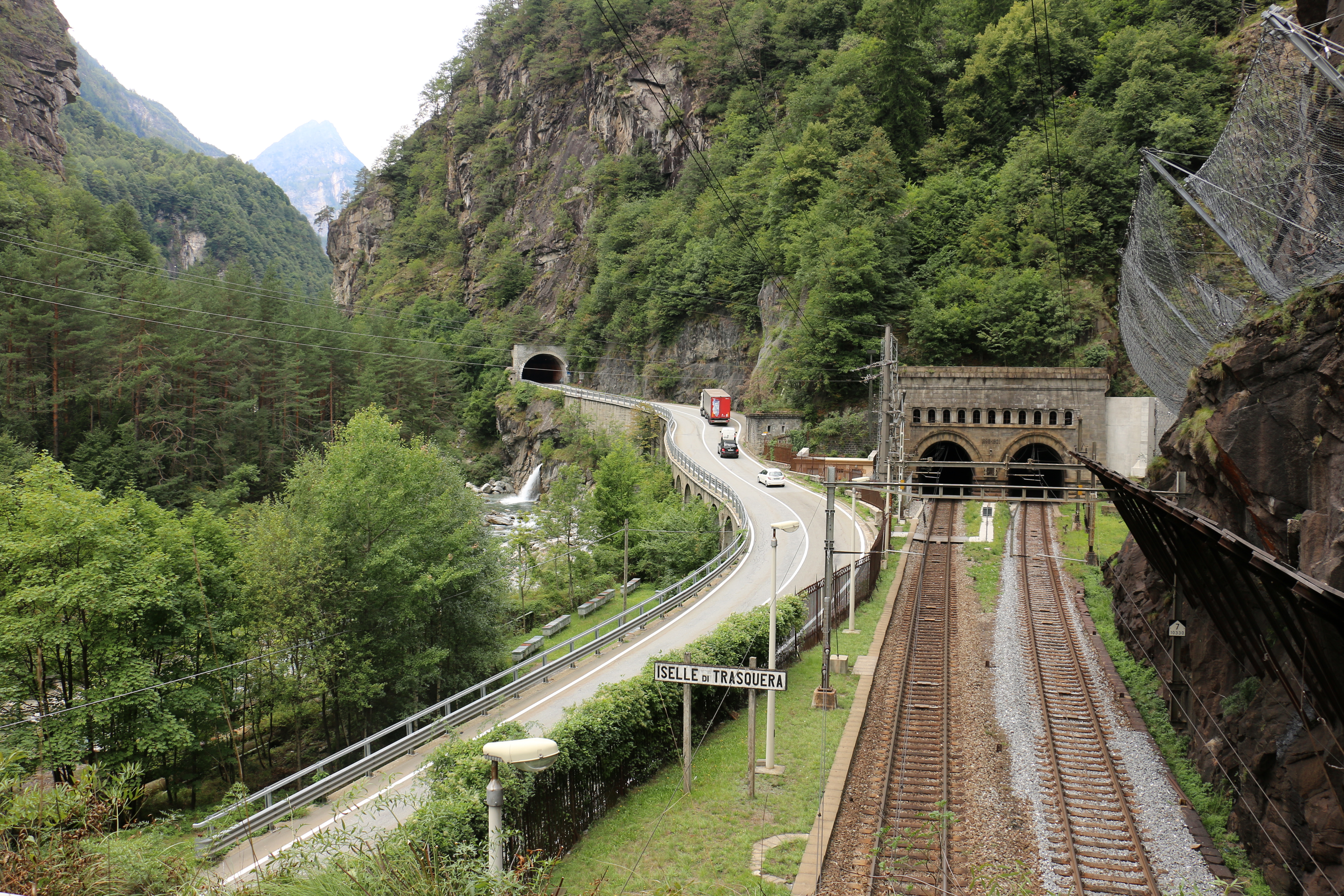
South portal at Iselle di Trasquera railway station. The picture was taken through a loophole of an old Italian جنگ جهانی دوم پناهگاه. The bunkers weapons were directed to the tunnels south portal.
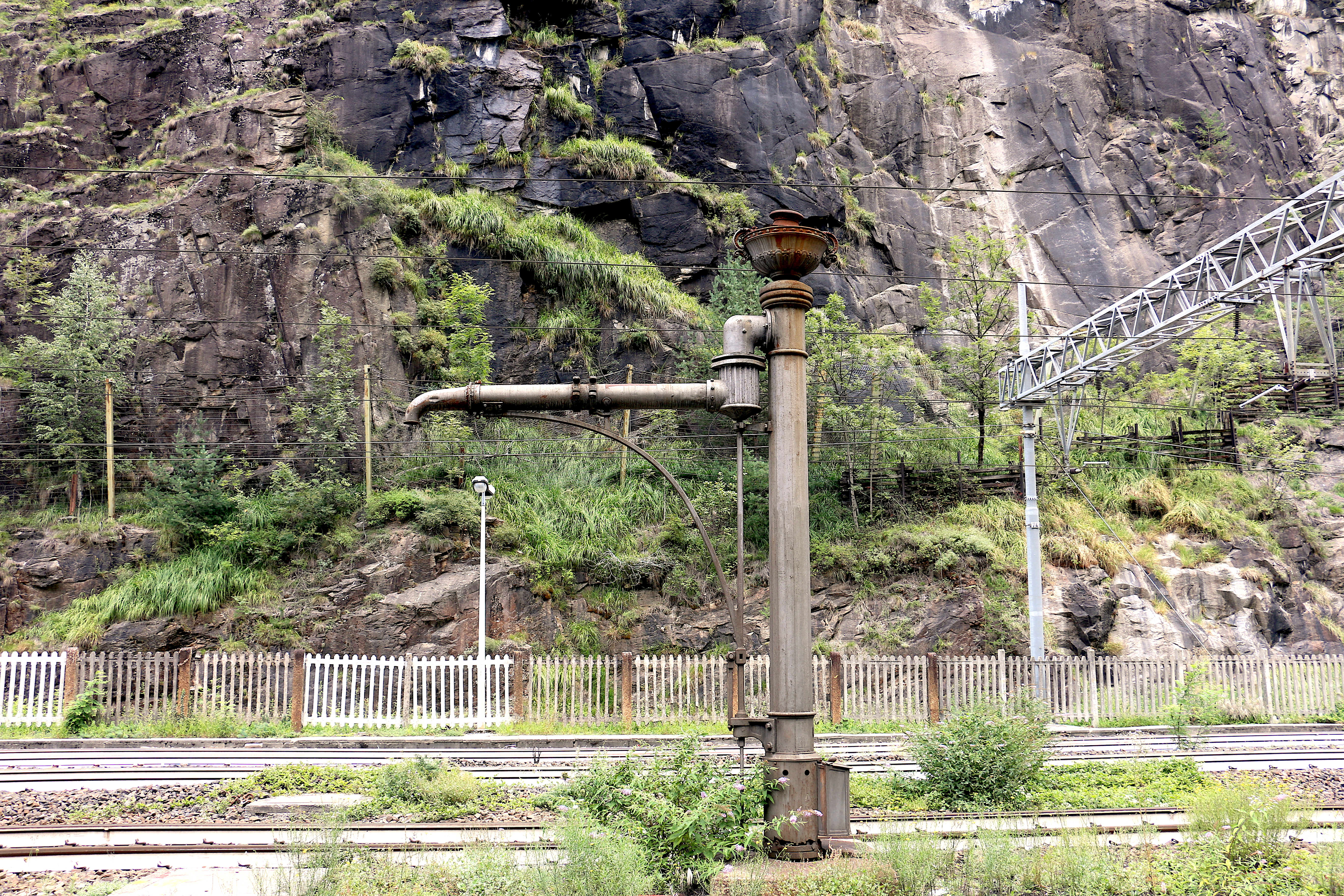
The Watercrane used to refill the steam locomotives till 1929 is still (2017) present.
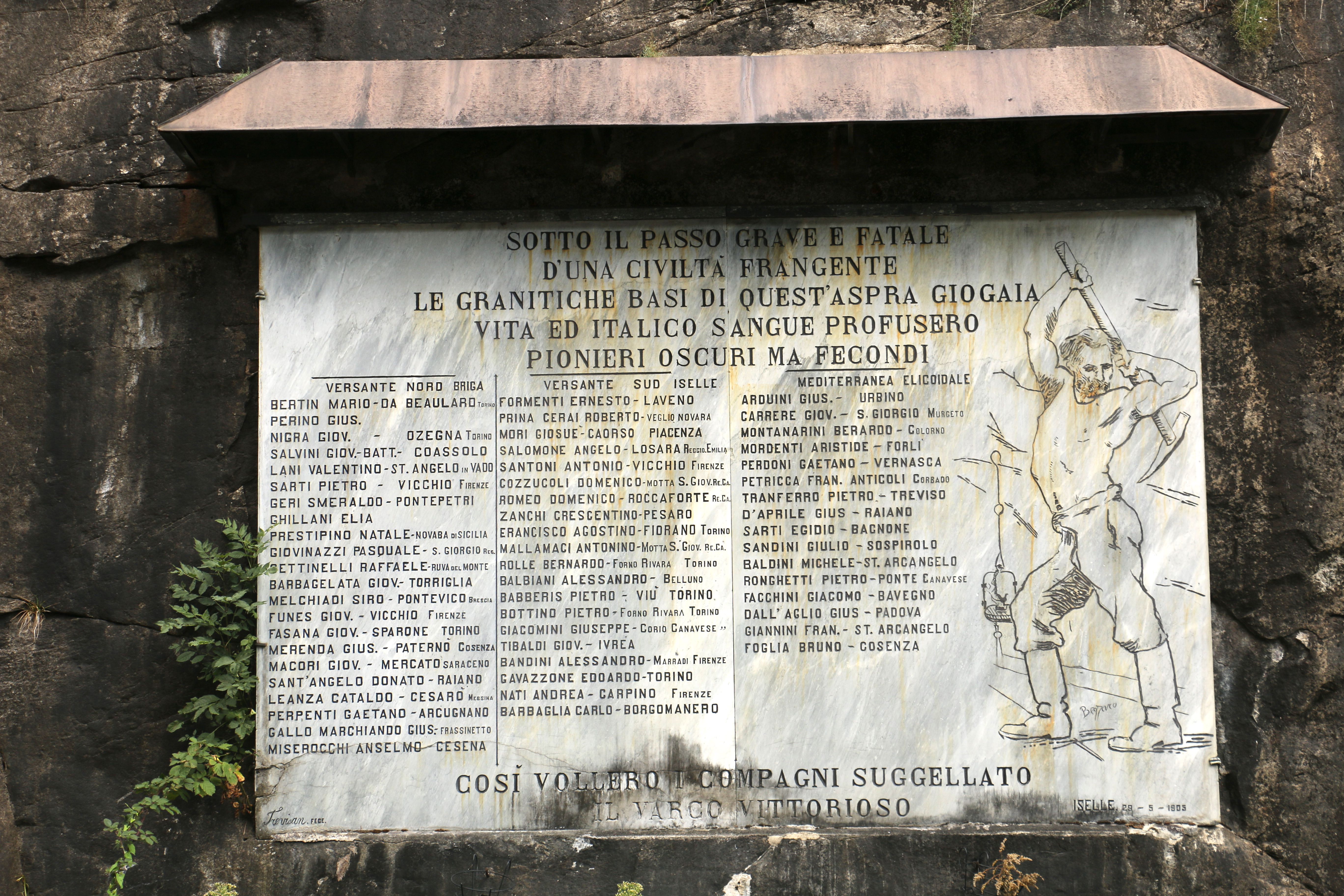
Monument in memory of the deceased workers of the Simplon Tunnel
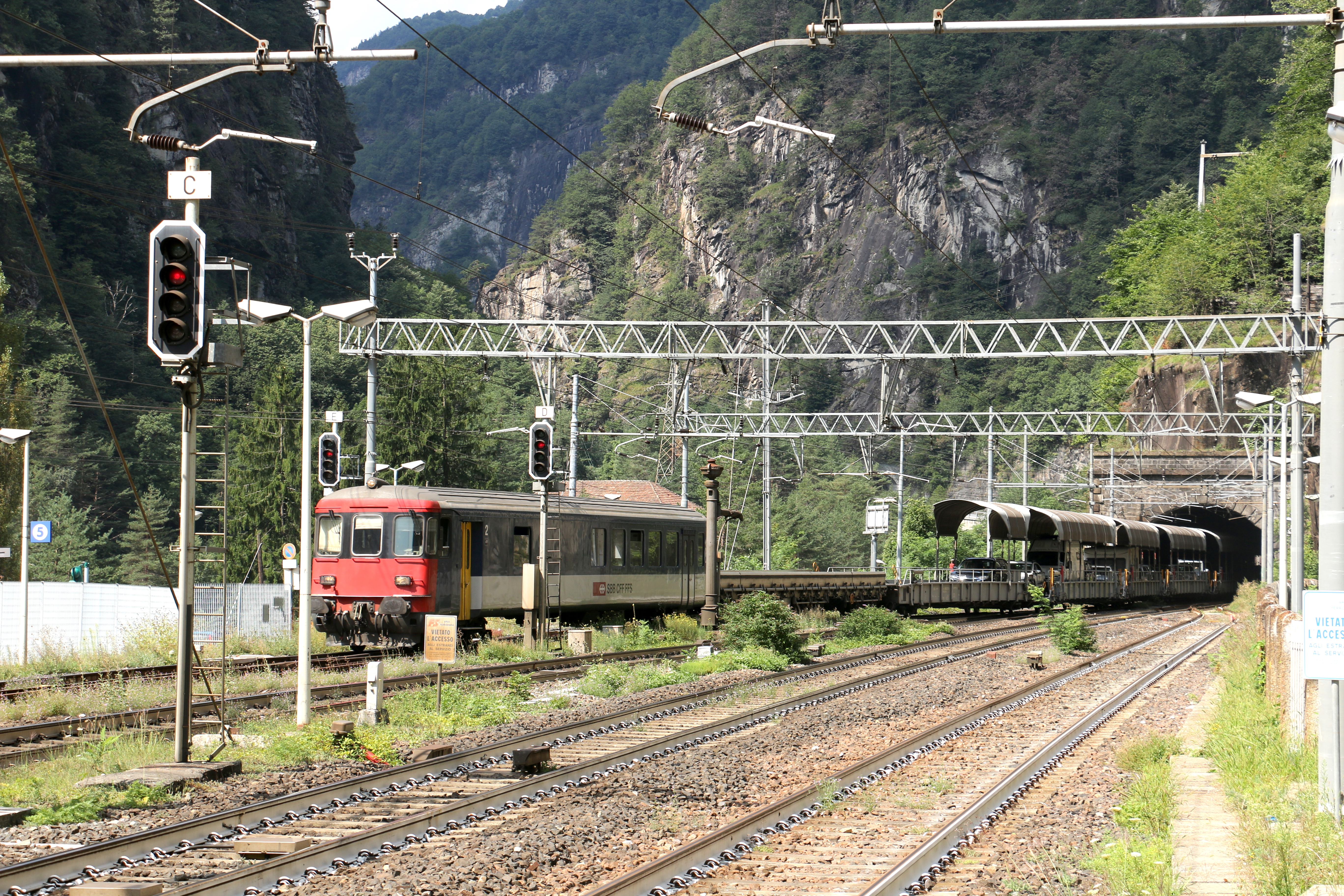
A car transport train arriving from Brig to Iselle di Trasquera